# Israels ambassad i Stockholm
Israels ambassad i Stockholm (även Israeliska ambassaden) är staten Israels diplomatiska representation i Sverige. Ambassadör sedan 2021 är Ziv Nevo Kulman. Diplomatkoden på beskickningens bilar är CA.

## Fastighet
Ambassaden upprättades 1950 i fastigheten Sergeanten 2 vid Torstenssonsgatan 4, där den låg fram till 2011. År 2007 började Statens fastighetsverk renovera Gamla skogsinstitutet för att den skulle hyras av Israels ambassad och sedan 2011 finns Israels ambassad i byggnaden.

## Beskickningschefer
| Namn            | Period    | Funktion   |
| --------------- | --------- | ---------- |
| Zvi Mazel       | 2002–2004 | Ambassadör |
| Eviatar Manor   | 2004–2008 | Ambassadör |
| Benjamin Dagan  | 2008–2012 | Ambassadör |
| Isaac Bachman   | 2012–2017 | Ambassadör |
| Ilan Ben-Dov    | 2017–2021 | Ambassadör |
| Ziv Nevo Kulman | 2021–     | Ambassadör |